# Porcari
Porcari là một đô thị ở tỉnh Lucca trong vùng Toscana, có cự ly khoảng 50 km về phía tây của Florence và khoảng 8 km về phía đông của Lucca. Tại thời điểm ngày 31 tháng 12 năm 2004, đô thị này có dân số 7.577 người và diện tích là 17,9 km².
Đô thị Porcari có các frazioni (đơn vị trực thuộc, chủ yếu là các làng) Rughi, Padule, và La Fratina.
Porcari giáp các đô thị: Altopascio, Capannori, Montecarlo.